# Виґода (Каліський повіт)
Виґода (пол. Wygoda) — село в Польщі, у гміні Ліскув Каліського повіту Великопольського воєводства.
Населення — 296 осіб (2011).
У 1975-1998 роках село належало до Каліського воєводства.

## Демографія
Демографічна структура станом на 31 березня 2011 року:
|          | Загалом | Допрацездатний вік | Працездатний вік | Постпрацездатний вік |
| -------- | ------- | ------------------ | ---------------- | -------------------- |
| Чоловіки | 143     | 30                 | 96               | 17                   |
| Жінки    | 153     | 25                 | 94               | 34                   |
| Разом    | 296     | 55                 | 190              | 51                   |